# Nettobauland
Bei dem Nettobauland handelt es sich um die Summe aller bebauten und zur Bebauung vorgesehenen Baugrundstücke innerhalb eines Baugebietes. Es handelt sich dabei um das Bruttobauland abzüglich der Gemeinbedarfsflächen.